# Região metropolitana de Oslo

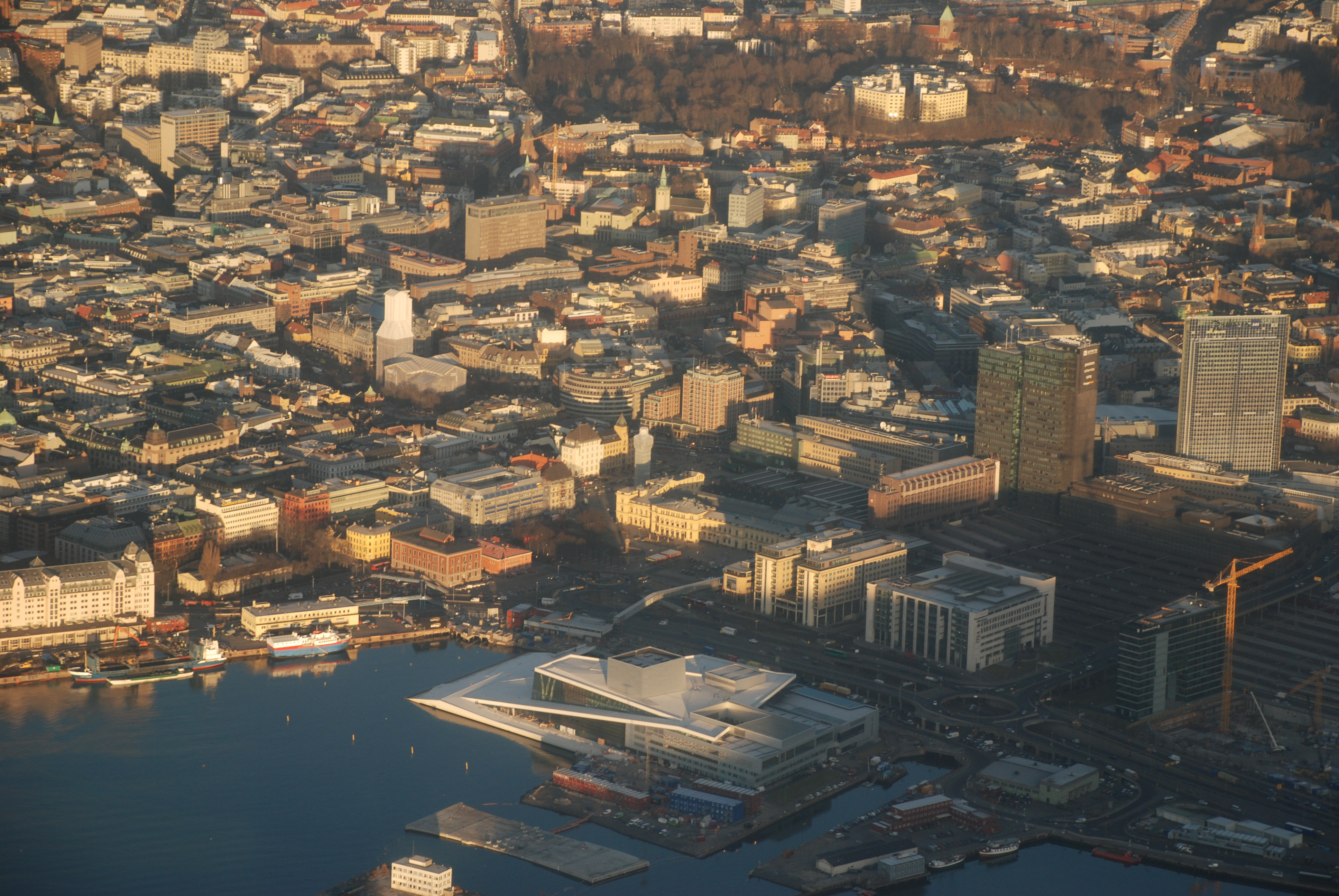
vista do centro da cidade

A Região Metropolitana de Oslo (Grande Oslo) é uma região metropolitana da Noruega formada pela cidade de Oslo, capital do país e outras 18 cidades dos condados de Akershus e Buskerud.
A área total da Grande Oslo é de 3.307 km² e possui uma população de 1 100 000 habitantes, dos quais 51% se concentra na cidade de Oslo. Tem uma densidade demográfica de 322 hab/km² e responde por 24% da economia da Noruega.